# 高乐三
高樂三（1900年—1987年），原名廣育，字樂三，以字行。号羅珊、樂翁、滈濱居士、神禾老農。陕西长安人。中国著名書法家，章草大師。以章草、颜楷見長，堪稱陝西近现代章草第一大家，有着“三秦章草一支筆”的美譽。生前为中國書法家協會首批會員、陝西省書法家協會創始會員、陝西省文史研究舘研究員、西安秦苑書畫學會名譽會長、西安交通大學榮譽教授。

## 生平
高樂三，生於光緒二十六年潤八月（1900年），卒於1987年11月。高樂三飽嘗詩書，通經史、善詩文、精書法。幼年就極喜詩書，八歲時就為鄉間戲臺書寫對聯，一時傳為佳話。高樂三畢業於陝西省立第一師範學校，受教於楊明軒。民國六年（西元1917年）与同窗好友屈武领导西安学生运动反对陕西總督陳樹藩軍閥統治。入伍後曾先後擔任楊虎城、孫蔚如將軍的秘書官。民國十一年（1922年）加入中國國民黨。民國十五年（1926年）以禁煙專員的身份入漢中，得與近代著名章草大師津門王世鏜，即拜王世鏜門下專攻章草，遂其書法以章草聞名于世。
民国二十三年（1934年），高樂三與定西馬爰伯、平涼“誠義敬布莊”合股，在甘肅靖遠創辦“聚義公皮毛商行”，聘請高樂三之義弟姚華亭担任經理，由于姚華亭經营有道，一時“聚義公”誉满陝、甘、寧、青、蒙。
文化大革命受到迫害，1966年至1973年期間被關押，平反釋放後長期致力於中華傳統書法研究以及對外書法交流活動。1981年加入中國書法家協會。1982年加入陝西省書法家協會。1983年被陝西省人民政府聘为文史研究舘舘員，1987年冬因病去世，享年88岁，葬於西安市長安縣神禾塬上。

## 藝術特色
高樂三書法諸體皆能，尤以章草和顏楷著稱。章草圓潤渾厚，古樸典雅，行筆沉著，結字秀美，舒展雄逸，波磔分明，古意盎然。執筆則以囬腕之法内勾，運筆極其堅緩，頗具特色，其造詣与沪上王蘧常相伯仲，世稱“北樂三南蘧常”。正書，以顔體為最，深的精髓，用筆不苟，精整嚴謹，端莊秀美，在當代陝西書壇頗具影響。墨蹟、刻石多見於華山、青龍寺、香積寺、西安中國書法博物館、西安碑林博物館等陝西名勝古跡，其作品被收錄於《名家草書楹聯集萃》、《二十世紀陝西書法篆刻集》、《陝西當代老書畫家作品集》、《中華人民共和國建國六十週年近代中國書畫名家精品展（集）》、《中日友好書法交流展（集）》等歷年陝西書畫作品集，出版有《五體書魯迅蛻龕印存序》。